# Aleurotrachelus fissistigmae
Aleurotrachelus fissistigmae es una especie de insecto hemíptero de la familia Aleyrodidae y la subfamilia Aleyrodinae. Se distribuyen por Asia oriental.
Fue descrita científicamente por primera vez por Takahashi en 1931.